# Pedicelli ambulacrali

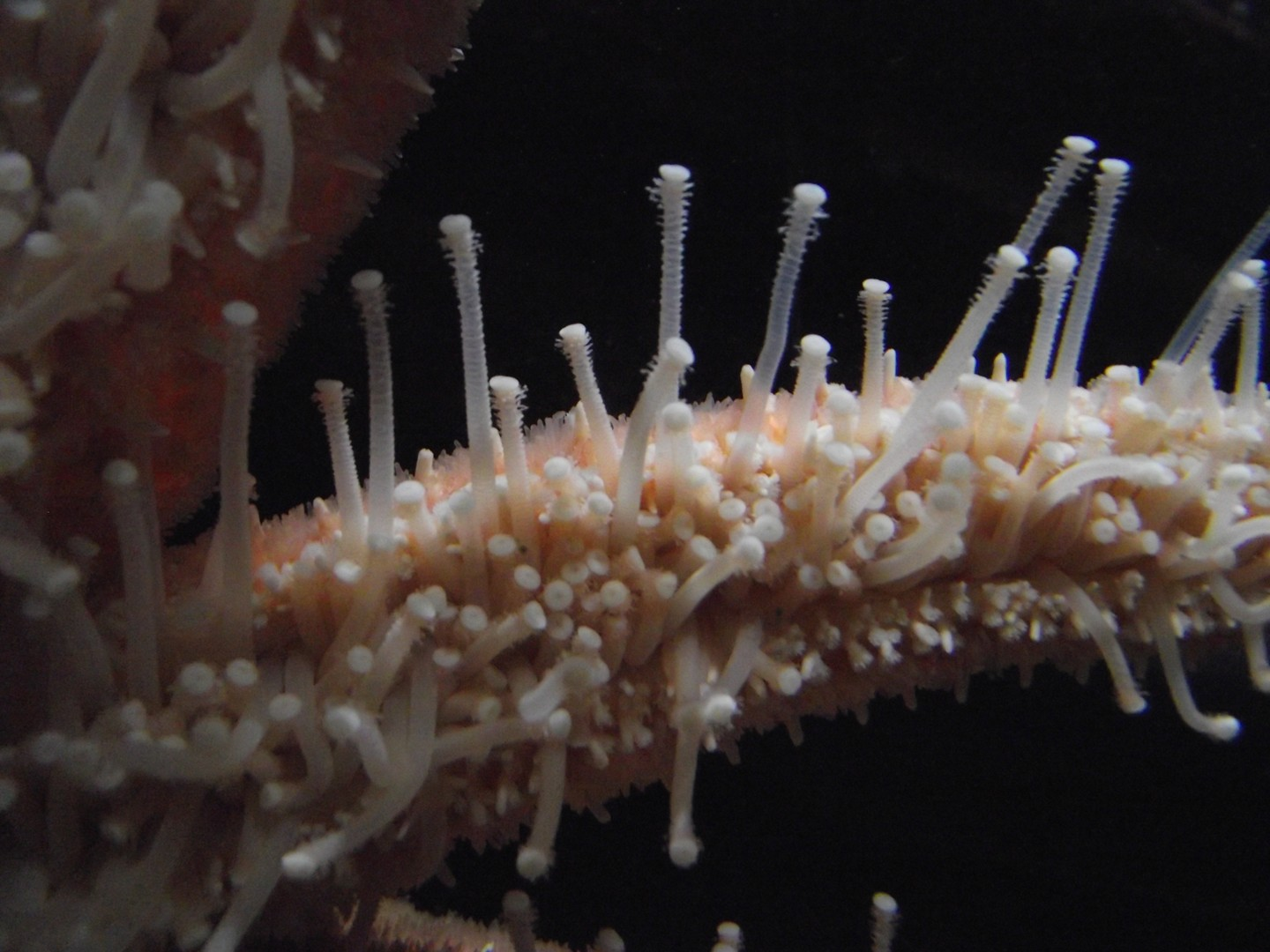
Pedicelli ambulacri si diramano da un braccio della stella Pycnopodia helianthoides

I pedicelli ambulacrali sono dei prolungamenti che si diramano dagli ambulacri, un sistema di canali ripieni d'acqua, chiamato sistema vascolare acquifero (o sistema acquifero), esclusivo degli echinodermi. I pedicelli hanno la forma di piccoli tubi dotati di ventosa, e vengono utilizzate da stelle, ricci e cetrioli di mare per la deambulazione sui fondali marini, oltre che per la manipolazione del cibo e l'alimentazione. Sono dotati anche di funzione respiratoria e recezione sensoriale.
Operano tramite pressione idraulica, piegandosi ed irrigidendosi quando le ampolle collegate si riempiono o svuotano d'acqua, provocando un moto sulla superficie dell'animale che convoglia verso la bocca il cibo. Allo stesso modo, aderendo alle superfici tramite le ventose e piegandosi consentono il lento movimento strisciante degli echinodermi.